# Cinara pseudotsugae
Cinara pseudotsugae är en insektsart som först beskrevs av Wilson 1912.  Cinara pseudotsugae ingår i släktet Cinara och familjen långrörsbladlöss. Inga underarter finns listade i Catalogue of Life.